# Bardó (keresztnév)
A Bardó német eredetű férfinév, a germán Bardolf név rövidülése, jelentése: csatabárd + farkas.

## Gyakorisága
Az 1990-es években szórványosan fordult elő, a 2000-es években nem szerepel a 100 leggyakoribb férfinév között.

## Névnapok
- június 10.[2]